# اضطراب مزاجي
الاضطراب المزاجي هو مجموعة من التشخيصات في نظام تصنيف الدليل التشخيصي والإحصائي للاضطرابات النفسية حيث أن اضطراب مزاج الشخص هو ميزته الأساسية. ويعرف هذا التصنيف بالاضطرابات المزاجية (الوجدانية) في التصنيف الدولي للأمراض (ICD).
اقترح الطبيب النفسي الإنجليزي هنري ماودسلي فئة شاملة للاضطراب الوجداني. واُستبدل المصطلح لاحقًا بالاضطراب المزاجي، حيث يشير مصطلح الاضطراب المزاجي إلى الحالة العاطفية الكامنة بينما يشير مصطلح الاضطراب الوجداني إلى التعابير الخارجية الظاهرة للآخرين.
و تصنف الاضطرابات المزاجية ضمن المجموعات الأساسية للمزاج المرتفع مثل الهوس أو الهوس الخفيف، والاضطراب الاكتئابي الرئيسي (MDD) (المعروف بالاكتئاب السريري، أو الاكتئاب أحادي القطب، أو الاكتئاب الرئيسي) الذي هو أشهر نوع للمزاج المكتئب وأكثره دراسة، والاضطراب ثنائي القطب (BD) وهو المزاج المتناوب ما بين الهوس والاكتئاب (المعروف سابقًا بالهوس الاكتئابي). ويوجد العديد من الأنواع الفرعية للاضطرابات الاكتئابية أو المتلازمات النفسية التي تتميز بأعراض أخف حدة مثل الاضطراب الاكتئابي الجزئي (مشابه للاضطراب الاكتئابي الرئيسي ولكن أكثر اعتدالًا منه) واضطراب دوروية المزاج (مشابه للاضطراب ثنائي القطب ولكن أكثر اعتدالًا منه). وقد تحدث الاضطرابات المزاجية استحثاثًا بمادة أو استجابة لحالة طبية.

## التصنيفات

### الاضطرابات الاكتئابية
- الاضطراب الاكتئابي الرئيسي (MDD) المعروف بالاكتئاب الرئيسي، أو الاكتئاب أحادي القطب، أو الاكتئاب السريري، هو حين يعاني الشخص من نوبة اكتئابية رئيسية واحدة أو أكثر. ويُشخص الاضطراب الاكتئابي الرئيسي (النوبة المنفردة) بعد صدمة واحدة. بينما يُشخص الاضطراب الاكتئابي الرئيسي (المعاود) بعد أكثر من صدمة واحدة. ويشار أحيانًا إلى الاكتئاب بدون فترات من الهوس بالاكتئاب أحادي القطب، وذلك لأن المزاج يبقى منخفضًا ولا يرتفع لأعلى حالاته كما في الاضطراب ثنائي القطب.

الأشخاص المصابين بنوبة اكتئابية رئيسية أو اضطراب اكتئابي رئيسي معرضين للانتحار بنسبة كبيرة. ويقلل طلب المساعدة والعلاج من الخبراء الخطر على الفرد للانتحار بشكل كبير. وقد أظهرت الدراسات أن سؤال صديق أو فرد من العائلة عن ما إذا كان قد فكر بالانتحار هي طريقة فعالة لمعرفة ما إذا كان معرض للخطر، ولا تشجع هذه الطريقة الفكرة أو تزيد الخطر على الفرد للانتحار بأية طريقة. وأظهرت الدراسات الوبائية التي أقيمت في أوروبا أن نسبة الأشخاص الذين يعانون من الاضطراب الاكتئابي في العالم، في الوقت الحالي، تساوي تقريبًا 8.5 بالمئة. ويبدو أنه لاوجود لفئة عمرية مستثناة من الاكتئاب حيث وجدت الدراسات أن الاكتئاب يظهر على الرضع بعمر ستة أشهر عند فصلهم عن أمهاتهم.
- الاضطراب الاكتئابي هو اضطراب غير مكتشف رغم تكرره عند ممارسة الرعاية الأولية والاستشفاء العام. وقد يبطيء عدم إدراك الاضطراب الاكتئابي العلاج ويفاقم سير المرض الجسدي، ولذلك فإنه من المهم على جميع الأطباء إدراك الحالة، ومعالجة الحالات الخفيفة، ومعرفة من يحتاج لرعاية متخصصة.

وأدرك أخصائيين التشخيص عدة أنوع فرعية للاضطراب الاكتئابي:
- الاكتئاب اللانمطي (AD): يتميز الاكتئاب اللانمطي بتفاعل المزاج (انعدام التلذذ المتناقض) والإيجابية، وزيادة ملحوظة في الوزن والشهية (الأكل لإسعاد النفس)، والنوم بكثرة (فرط النوم)، والشعور بثقل الأطراف المعروف بالشلل الرصاصي، وتدهور اجتماعي ملحوظ كما في فرط التحسس الذي يؤدي إلى الشعور بالرفض الاجتماعي. وقد أدت صعوبة قياس هذه النوع الفرعي إلى التساؤل عن مدى صحته وانتشاره.

- الاكتئاب السوداوي: يتميز هذا النوع من الاكتئاب بفقدان المتعة (انعدام التلذذ) عند القيام بأغلب النشاطات أو جميعها، أو فشل التفاعل مع محفزات المتعة، أو اكتئاب مزاجي أشد منه عند الحزن على موت شخص أو خسارته، أو تفاقم الأعراض خلال ساعات الصباح، أو الاستيقاظ في الصباح الباكر، أو التخلف النفسي الحركي، أو فقدان الوزن المفرط (بدون الخلط بينه وبين فقدان الشهية العصبي)، أو الشعور المفرط بالذنب.

- الاكتئاب الرئيسي الذهاني (PMD) أو باختصار الاكتئاب الذهاني: هو المصطلح لنوبة الاكتئاب الرئيسية، خصوصًا في الطبيعة السوداوية، حيث يعاني المريض من أعراض ذهانية مثل الأوهام أو يعاني من الهلوسة الأقل شيوعًا. وهذه الأعراض هي الأكثر توافقًا مع المزاج عادة (ارتباطًا بموضوع الاكتئاب).

- الاكتئاب الجامودي: هو نوع نادر وحاد من أنواع الاكتئاب الرئيسي حيث يتضمن اضطرابات في الحركة وأعراض آخرى. ويصل الشخص في هذا النوع من الاكتئاب إلى حالة يصبح فيها قليل الكلام أو أبكم تقريبًا، ويصبح قليل الحركة، أو يتحرك بلا هدف، أو تكون حركاته غريبة. ويمكن لأعراض الاكتئاب الجامودي أن تحدث في حالة الفصام، أو النوبة الهوسية، أو قد تكون نتيجة للمتلازمة الخبيثة للدواء المضاد للذهان.

- اكتئاب ما بعد الولادة (PPD): يصنف هذا النوع من الاكتئاب كمحدد للمسار العلاجي في الدليل التشخيصي والإحصائي للاضطرابات النفسية الرابع المعدل (DSM-IV-TR)، وهو مصطلح يشار به إلى الاكتئاب الحاد والمستمر الذي تعاني منه المرأة بعد الولادة وأحيانًا يكون هذا الاكتئاب معيق. ويبدأ عادة اكتئاب ما بعد الولادة، الذي يؤثر على نسبة 10 إلى 15% من النساء، في الثلاث أشهر الأولى بعد الولادة ويستمر لمدة تصل ثلاثة أشهر. وتعاني النساء من شعور بالتعب والحزن قصيرين المدى في الأسابيع الأولى القليلة بعد الإنجاب حيث أنه يعتبر أمر شائع، ولكن اكتئاب ما بعد الولادة هو أمر مختلف لأنه قد يسبب صعوبات كبيرة وضعف أداء في المنزل أو العمل أو المدرسة. وقد يسبب مشاكل في العلاقات مع أفراد العائلة، أو الزوج، أو الأصدقاء، أو حتى مع المولود الجديد. وتعتبر، بشكل عام، النورتريبتيلين، والباروكستين (الباكسيل)، والسيرترالين (الزولفت) أدوية ممتازة في معالجة الاضطرابات الاكتئابية الرئيسية ما بعد الولادة والاكتئاب أحادي القطب لدى النساء اللاتي يُرضعن. وتتعرض النساء خصوصًا اللاتي لديهن تاريخ شخصي أو عائلي في الاضطرابات المزاجية لخطر الإصابة باكتئاب ما بعد الولادة بنسبة كبيرة.

- الاضطراب العاطفي الموسمي (SAD): يعرف هذا الاضطراب أيضًا بـ «الاكتئاب الشتوي» ويعتبر أحد محددات المسار العلاجي. ويعاني بعض الأشخاص من نمط موسمي لنوبات اكتئابية تأتي في فصل الشتاء أو الخريف وتنتهي في فصل الربيع. ويُشخص الاضطراب العاطفي الموسمي إذا عاني الشخص على الأقل من نوبتان في الشهور الشتوية الباردة ولم يعاني من أي نوبات في أوقات آخرى لمدة تزيد عن سنتين أو أكثر. وقد اُفترض أن الأشخاص الذين يعيشون بعيدًا عن خط العرض يميلون للتعرض القليل لأشعة الشمس في فصل الشتاء وبالتالي يعانون من الاضطراب العاطفي الموسمي بنسبة أكبر. ولكن الدعم الوبائي لهذا الافتراض ليس قوي (و خطوط العرض ليست المحددات الوحيدة لكمية أشعة الشمس الواصلة للعينين في فصل الشتاء). كما أن هذا الاضطراب منتشر أكثر بين الأشخاص الأصغر سنًا حيث يؤثر عادة على الإناث أكثر من الذكور.

- الاكتئاب الجزئي: هو حالة مرتبطة بالاكتئاب أحادي القطب حيث يكون له نفس المشاكل الجسدية والمعرفية الواضحة، ولكن لايكون بنفس الحدة ويميل لأن يستمر لمدة أطول (عادة ما لا يقل عن سنتان). ويُعالج هذا الاكتئاب إلى حد كبير بنفس طريقة معالجة الاكتئاب الأساسي التي تشتمل على استخدام الأدوية المضادة للاكتئاب والعلاج النفسي.

- الاكتئاب المزدوج: يمكن تعريفه على أنه اكتئاب مزاجي (اكتئاب جزئي) يستمر لمدة لا تقل عن سنتين يتخللها فترات من الاكتئاب الرئيسي.

- الاضطراب الاكتئابي غير المحدد (DD-NOS): يرمز لهذا الاضطراب بالرمز 311 للاضطرابات الاكتئابية، وهذا النوع يضعف الأداء ولكن لا يتوافق مع أي من التشخيصات المحددة رسميًا. ويشتمل الاضطراب الاكتئابي غير المحدد على «أي اضطراب اكتئابي لا يتوافق مع معايير اضطراب محدد» وذلك وفقًا للدليل التشخيصي والإحصائي للاضطرابات النفسية الرابع. ويشتمل على التشخيصات المدروسة للاكتئاب البسيط المعاود والاضطراب الاكتئابي البسيط المُدرجين بالأسفل.

- اضطراب الشخصية الاكتئابي (DPD): هو تشخيص نفسي مثير للجدل يشير إلى اضطراب شخصية بخصائص اكتئابية. وهذا الاضطراب مُدرج أصلًا في الدليل التشخيصي والإحصائي للاضطرابات النفسية الثاني، وقد أزيل من الدليلين الثالث والثالث المعدل. وأُعيد النظر مؤخرًا في إعادته إلى وضعه السابق كتشخيص. ووُصف اضطراب الشخصية الاكتئابي حاليًا في الملحق (ب) بالدليل التشخيصي والإحصائي للاضطرابات النفسية الرابع المعدل بالمستحق لمزيد من الدراسة.

- الاكتئاب البسيط المعاود (RBD): يتميز هذا الاكتئاب عن الاضطراب الاكتئابي الرئيسي في المقام الأول باختلاف المدة. ويعاني الأشخاص المصابين بالاكتئاب البسيط المعاود من نوبات اكتئابية بمعدل نوبة كل شهر حيث تستمر كل نوبه أقل من أسبوعين وعادة أقل من يومين إلى ثلاثة أيام. ويتطلب تشخيص هذا الاكتئاب ظهور نوبات على مدى سنة واحدة على الأقل ومستقلة، في المرضى الإناث، عن الدورة الشهرية. وقد يصاب مرضى الاكتئاب السريري بالاكتئاب البسيط المعاود والعكس صحيح، ولكلا الحالتين مخاطر متشابهة.

- الاضطراب الاكتئابي البسيط أو باختصار الاكتئاب البسيط: يُشار هذا النوع إلى اكتئاب لا يتوافق مع معايير الاكتئاب الرئيسي الكاملة، ولكن يظهر عرضان على الأقل لمدة أسبوعين.

### الاضطرابات ثنائية القطب
- الاضطراب ثنائي القطب (BD): هو حالة عاطفية غير مستقرة تتميز بسلسلة غير طبيعية ومتواصلة من المزاج المرتفع (هوس) والمزاج المنخفض (اكتئاب)، وعُرف سابقًا بـ «الهوس الاكتئابي» (و سريع الحلقة، وحالات مختلطة، وأعراض ذهانية في بعض الأحيان). ويتفرع الاضطراب ثنائي القطب إلى:

- النمط الأول للاضطراب ثنائي القطب: يتميز هذا النمط بوجود نوبة هوس واحدة أو أكثر أو تاريخ لها، أو نوبات مختلطة مع نوبات اكتئابية رئيسية أو بدونها. ولا يتطلب وجود نوبة اكتئابية لتشخيص النمط الأول، ولكن تكون عادة النوبات الاكتئابية جزء من المسار العلاجي للمرض.

- النمط الثاني للاضطراب ثنائي القطب: يشتمل هذا النمط على نوبات اكتئابية وهوسية خفيفة متقطعة ومعاودة، أو نوبات مختلطة.

- دوروية المزاج: هو أحد أشكال الاضطراب ثنائي القطب المشتمل على نوبات اكتئابية جزئية وهوسية خفيفة معاودة، ولكن لا تشتمل على نوبات هوسية كاملة أو نوبات اكتئابية رئيسية كاملة.

- الاضطراب ثنائي القطب غير المحدد (BD-NOS): يطلق عليه في بعض الأحيان بالاضطراب ثنائي القطب «تحت العتبة». ويشير هذا النوع إلى أن المريض يعاني من بعض الأعراض في الطيف ثنائي القطب (مثل: أعراض الهوس والاكتئاب)، ولكنه ليس مؤهل تمامًا لأي من التشخيصات ثنائية القطب الثلاثة الرسمية المذكورة أعلاه الموجودة في الدليل التشخيصي والإحصائي للاضطرابات النفسية الرابع.

يقدر تقريبًا عدد البالغين المصابين بالنمط الأول للاضطراب ثنائي القطب بنسبة 1%، والمصابين بالنمط الثاني للاضطراب ثنائي القطب أو دوروية المزاج بنسبة 1% أيضًا، والمصابين بأشكال الاضطرابات ثنائية القطب «تحت العتبة» بنسبة تتراوح بين 2% وبين 5% تقريبًا. وتقدر أيضًا احتمالية إصابة الشخص بالاضطراب ثنائي القطب إذا شُخص أحد الوالدين به بنسبة 15 إلى 30%. ويقدر خطر الإصابة بالاضطراب ثنائي القطب حين يكون كلا الوالدين مصابين به بنسبة 50% إلى 75%. بالإضافة إلى ذلك، تقدر خطورة الإصابة به إذا كان أحد الأخوة مصاب به بنسبة 15% إلى 25%، بينما تبلغ النسبة تقريبًا 70% بين التوأمان المتماثلان.
و لدى الأقلية من الأشخاص المصابين بالاضطراب ثنائي القطب إبداع عالٍ، أو فن، أو موهبة فطرية معينة.

### المستحث بمادة
يمكن تصنيف الاضطراب المزاجي على أنه مستحث بمادة إذا كانت سببياته المرضية راجعة للأثار الفيزولوجية المباشرة للعقارات المنشطة نفسيًا أو مواد كيميائية آخرى، أو يمكن تصنيفه على أنه مستحث بمادة إذا حدث الاضطراب المزاجي تزامنًا مع التسمم بمادة أو الامتناع عنها. ويمكن أيضًا أن يصاب الفرد بالاضطراب المزاجي تعايشًا مع اضطراب سوء استعمال المواد. ويمكن للاضطرابات المزاجية المستحثة بمادة أن يكون لها خصائص نوبة الهوس، أو الهوس الخفيفة، أو المختلطة أو الاكتئابية. ويمكن لأغلب المواد أن تستحث أنواع مختلفة للاضطرابات المزاجية. فعلى سبيل المثال، المنبهات مثل: الامفيتامين، والميثامفيتامين، والكوكايين، قد تسبب نوبات هوس، وهوس خفيفة، ومختلطة، واكتئابية.

#### المستحث بالكحول
يحدث الاضطراب الاكتئابي الرئيسي بنسب عالية عند سكيري ومدمني الكحول.قد تم مناقشة ما إذا كان متعاطي الكحول أو المصابين بالاكتئاب يعالجون أنفسهم بأنفسهم من الاكتئاب الموجود مسبقًا. ولكن لخصت الدراسات الحديثة، على الرغم من أن هذا قد يكون صحيح في بعض الحالات، أن سوء استخدام الكحول يسبب مباشرة الإصابة بالاكتئاب عند عدد كبير من السكيريين. وقد قُيم أيضًا المشاركين المُجرى عليهم الدراسة خلال الأزمات وقُيسوا بمقياس الشعور السيء. وقّيموا بالإضافة إلى ذلك على اندماجهم مع أقرانهم المنحرفين، ومستوى البطالة، واستخدام شركائهم للمواد والمخالفات الجنائية.و تحدث حالات انتحار الأشخاص الذين يعانون من مشاكل متعلقة بالكحول بنسب عالية. ويمكن عادة التفريق بين الاكتئاب المتعلق بالكحول عن الاكتئاب غير المتعلق بتعاطي الكحول بالتأكد من تاريخ المريض الدقيق. ويمكن للاكتئاب والمشاكل الصحية النفسية المتعلقة بسوء استخدام الكحول أن تكون ناتجة عن تشوه كيمياء الدماغ، حيث يميلان للتطور بعد فترة من الامتناع عن تعاطي الكحول.

#### المستحث بالبنزوديازيبين (دواء مهديء ومضاد للاكتئاب)
قد يكون للاستخدام طويل المدى للبنزوديازيبينات مثل: الديازيبام والكلورديازيبوكسيد تأثير مشابه للكحول على الدماغ. ويمكن أيضًا الإصابة بالاضطراب الاكتئابي الرئيسي نتيجة للاستخدام المتكرر للبنزوديازيبينات أو كجزء من أعراض الامتناع طويل الأمد. فالبنزوديازيبينات فئة من الأدوية المستخدمة عادة لعلاج الأرق، والقلق، والتشنجات العضلية. ومثل الكحول، يُعتقد أن آثار البنزوديازيبينات على الكيمياء العصبية، مثل انخفاض مستويات السيروتونين والنورابينفرين، هي المسؤولة عن الاكتئاب المتزايد. وقد يحدث الاضطراب الاكتئابي الرئيسي كجزء من أعراض الامتناع عن البنزوديازيبينات. ويختفي عادة الاكتئاب الناتج عن الامتناع عنها بعد أشهر قليلة، ولكن قد يستمر في بعض الحالات من 6 إلى 12 شهرًا.

### ناتج عن حالة طبية أخرى
تستخدم عبارة «الاضطراب المزاجي الناتج عن حالة طبية عامة» لوصف نوبات هوسية أو اكتئابية تحدث بشكل ثانوي لحالة طبية. ويوجد العديد من الحالات الطبية التي قد تثير النوبات المزاجية. وتشمل هذه الحالات الاضطرابات العصبية (مثل: الخرف)، والاضطرابات الاستقلابية (مثل: الاضطرابات الكهرلية)، والأمراض المعوية المعدية (مثل: تليف الكبد)، وأمراض الغدد الصماء (مثل: شذوذ الغدة الدرقية)، والأمراض القلبية الوعائية (مثل: النوبة القلبية)، والأمراض الرئوية (مثل: مرض الانسداد الرئوي المزمن)، والسرطان، والأمراض المناعية (مثل: التهاب المفاصل الروماتويدي).

### غير محدد
الاضطراب المزاجي غير المحدد (MD-NOS): هو اضطراب مزاجي يضعف الأداء ولكن لا يتوافق مع أي من التشخيصات المحددة رسميًا. ووُصف الاضطراب المزاجي غير المحدد في الدليل التشخيصي والإحصائي للاضطرابات النفسية الرابع بـ «أي اضطراب مزاجي لا يتوافق مع معايير اضطراب محدد». ولا يستخدم الاضطراب المزاجي غير المحدد كوصف سريري ولكن كمفهوم احصائي بغرض الحفظ فقط.
تمثل أغلب حالات الاضطراب المزاجي غير المحدد اضطرابات مختلطة بين المزاج والقلق مثل: اضطراب القلق والاكتئاب المختلط أو الاكتئاب اللانمطي. والاكتئاب البسيط المتكرر في فترات مختلفة مثل مرة كل شهر أو مرة كل ثلاثة أيام هو مثال على حالة للاضطراب المزاجي غير المحدد. وتوجد خطورة في عدم ملاحظة هذا النوع من الاضطراب المزاجي وبالتالي يكون سبب لعدم علاجه.

## السبب
أشار عدد من المؤلفين على أن الاضطرابات المزاجية عبارة عن تلاؤم تطوري. ويمكن للمزاج المكتئب أو المنخفض أن يزيد من قدرة الفرد على التعامل مع المواقف حيث قد ينتج عن الجهد المبذول لتحقيق هدف رئيسي قد ينتج عنه خطر أو خسارة أو جهد ضائع. وقد يكون للحافز المنخفض، في مثل هذه الحالات، فائدة لكبح تصرفات معينة. تساعد هذه النظرية في شرح سبب وقوع الأحداث السلبية قبل الاكتئاب في 80 بالمئة تقريبًا من الحالات، وسبب حدوثها، في أغلب الأحيان، للأشخاص خلال قمة سنواتهم الإنتاجية. وسيصعب فهم هذه الخصائص إن كان الاكتئاب خلل وظيفي.
يعتبر المزاج المكتئب استجابة متوقعة لأنواع معينة لأحداث الحياة مثل: فقدان المكانة الاجتماعية، أو الطلاق، أو موت طفل أو زوج. وهذه الأحداث تشير إلى فقدان القدرة الإنتاجية.
يُشاع المزاج المكتئب خلال المرض مثل الإنفلونزا. وقد نُوقشت هذه الآلية على أنها آلية متطورة تساعد الفرد على استرداد عافيته بالحد من نشاطه البدني. وقد يكون حدوث الاكتئاب منخفض المستوى خلال أشهر الشتاء، أو الاضطراب العاطفي الموسمي، تكيفي في الماضي وذلك للحد من النشاط البدني حيث كان الطعام وقتها شحيحًا. ولكن ما زال البشر محتفظين بتجربتهم للمزاج المنخفض خلال أشهر الشتاء غريزيًا حتى وإن لم يعد لتوفر الطعام ارتباطًا بالجو، وقد تم بالفعل مناقشة هذا الموضوع.
و يعتمد أغلب ما نعرفه عن التأثير الوراثي للاكتئاب السريري على الأبحاث التي أجريت على التوائم المتماثلة. يمتلك التوأمان المتماثلان نفس الراموز الجيني تمامًا. وقد وُجد أن إصابة أحد التوأمان المتماثلان بالاكتئاب تعرض الآخر للإصابة بالاكتئاب السريري بنسبة 76% تقريبًا. وسيصاب كلا التوأمان المتماثلان بالاكتئاب إن تربيا منفصلان عن بعضهما بنسبة 67%. وإن أصيب أحد التوأمان بالاكتئاب السريري فالآخر سيصاب به حتمًا، وسيكون الاكتئاب السريري على الأرجح وراثي كليًا.

## العلاج
يوجد أنواع مختلفة للعلاجات المتوفرة لاضطرابات المزاج مثل: المعالجة والأدوية. أظهر كلًا من العلاج السلوكي، والعلاج السلوكي المعرفي، والعلاج الشخصي فائدة محتملة في الاكتئاب. وتشتمل أدوية الاضطراب الاكتئابي الرئيسي عادة على مضادات الاكتئاب، بينما قد تشتمل أدوية الاضطراب ثنائي القطب على مضادات الذهان، أو مثبتات المزاج، أو الليثيوم أو جميعهم.